# Elezioni generali nel Regno Unito del 1865
Le elezioni generali nel Regno Unito del 1865 si svolsero dall'11 al 24 luglio e videro i liberali, guidati da Henry John Temple, III visconte Palmerston, incrementare la vasta maggioranza a scapito dei conservatori di Edward Smith-Stanley, XIV conte di Derby, con un vantaggio di più di 80 seggi. Il Partito Whig cambiò il nome in Partito Liberale tra le elezioni del 1859 e quelle del 1865.
Palmerston morì nell'ottobre dello stesso anno e fu succeduto da Lord John Russell come Primo Ministro. Nonostante la maggioranza liberale, il partito era diviso sul tema delle riforme parlamentari, e Russell si dimise dopo essere stato sconfitto in un voto alla Camera dei comuni nel 1866, portando ai governi conservatori di minoranza con Derby e Benjamin Disraeli.
Queste furono le ultime elezioni generali nel Regno Unito in cui un partito incrementò il suo vantaggio dopo essere stato rieletto alle precedenti elezioni con un vantaggio ridotto.

## Risultati
| Liste | Liste        | Voti    | %     | Variazione % | Seggi | Variazione seggi |
| ----- | ------------ | ------- | ----- | ------------ | ----- | ---------------- |
|       | Liberale     | 508.821 | 59,5% | 6,2%         | 369   | 13               |
|       | Conservatore | 346.035 | 40,5% | 6,2%         | 289   | 9                |

|              |              |  |       |       |
| ------------ | ------------ |  | ----- | ----- |
| Liberali     | Liberali     |  | 59,5% | 59,5% |
| Conservatori | Conservatori |  | 40,5% | 40,5% |

|              |              |  |        |        |
| ------------ | ------------ |  | ------ | ------ |
| Liberali     | Liberali     |  | 56,07% | 56,07% |
| Conservatori | Conservatori |  | 43,93% | 43,93% |